# キュウカンチョウ
キュウカンチョウ（九官鳥、Gracula religiosa）は、鳥綱スズメ目ムクドリ科キュウカンチョウ属に分類される鳥類。

## 分布
インド東部、インドネシア、カンボジア、タイ王国、中華人民共和国南部、ネパール、フィリピン（パラワン島）、ブータン、ブルネイ、ベトナム、マレーシア、ミャンマー、ラオス。バングラデシュでは絶滅。香港、マカオ、プエルトリコなどに移入。

## 形態
全長30-40センチメートル。全身の羽衣は光沢のある黒。嘴はオレンジ色。眼下部から後頭部にかけて黄色い肉垂れがある。

## 分類
以下の亜種の分類・分布は、IOC World Bird List(v 10.1)に従う。
Gracula religiosa religiosa Linnaeus, 1758
マレー半島、ジャワ島、スマトラ島、ボルネオ島およびこれら周辺の島嶼
Gracula religiosa andamanensis (Beavan 1867)
アンダマン諸島、ニコバル諸島
Gracula religiosa batuensis Finsch, 1899
Batu諸島、メンタワイ諸島
Gracula religiosa intermedia Hay, 1845
インド北部からインドシナ半島・中華人民共和国南部にかけて
Gracula religiosa palawanensis (Sharpe, 1890)
パラワン島
Gracula religiosa peninsularis Whistler & Kinnear, 1933
インド中東部
Gracula religiosa venerata Bonaparte, 1850
小スンダ列島（ロンボク島からアロール島にかけて）

## 生態

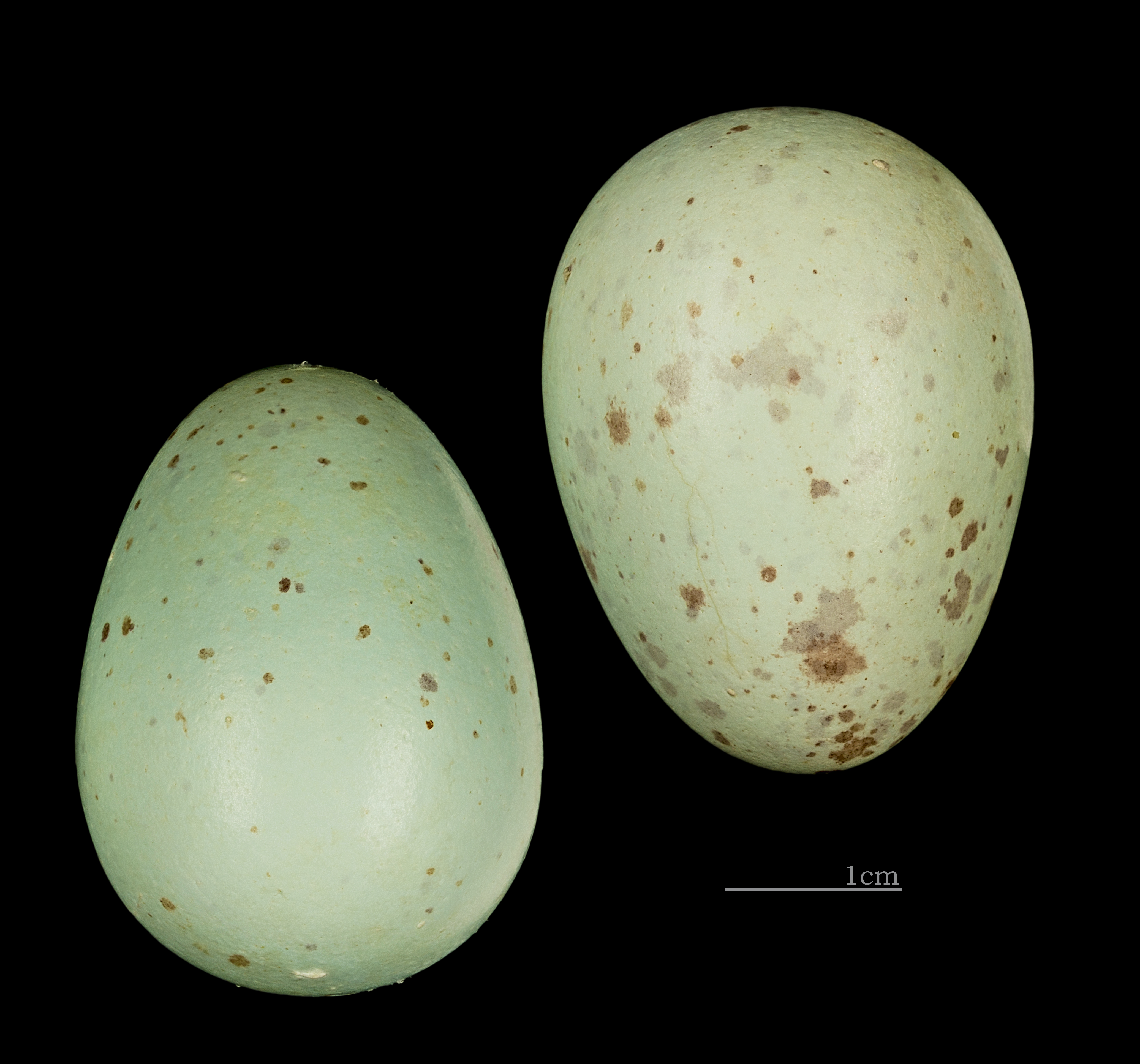
Gracula religiosa

森林に生息する。小規模な群れを形成し生活する。様々な鳴き声をあげる。食性は雑食で、果実や昆虫などを食べる。繁殖様式は卵生。樹洞などに巣を作り卵を産む。

## 人間との関係
森林伐採などによる生息地の破壊、ペット用の乱獲などにより生息数は減少している。一方で分布域が非常に広域で生息数も多いと考えられているため、2017年現在は絶滅の可能性は低いと考えられている。1994 - 2003年の間に170,000羽以上の野生個体が取引されたと推定されている。1992年にタイ王国の個体群がワシントン条約附属書IIIに、1997年にワシントン条約附属書IIに掲載されている。
ペットとして飼育されることもあり、日本にも輸入されている。主に春から夏にかけて雛が流通する。以前は繁殖技術が確立されていなかったため流通している個体は野生個体が多かったが、最近は海外での繁殖個体が多い。（日本へはシンガポール産だったが、最近はタイ産が多く、国内の希少産もある）。神経質な性質で驚くと金属製のケージでは嘴をはさみ折れてしまうこともあるため、主に竹やプラスチックなどを用いた専用のケージで飼育される。ある程度余裕のあるケージだと暴れた際に翼を広げて痛めてしまうこともあるため注意が必要。神経質なので地面からの振動が伝わらないように、ケージはある程度高さのある場所に設置する。基本的には単独で飼育される。ケージ内は糞により不衛生になりやすいため、メンテナンスはこまめに行う。水浴び（水浴び用のケージを用意してケージ下部を水に浸すか、シャワーやじょうろで水を浴びせる）などや日光浴を行わせて、清潔に保つようにする。餌はリンゴなどの果実・サツマイモ・専門の配合飼料などを与える。飼育スペースの関係から肥満になりやすい傾向があるため注意する必要がある。
インコ同様、人語を発することができる鳥である。人や動物の声真似、鳴き真似が上手で音程や音色だけでなく声色も真似するので、物真似の対象が判別できるほど。声真似等ができるのは擬態の一種と見られ、インコ類と違い舌で発音するのではなく、鳴管から直接発音する。言葉を教える場合は日頃から色々と話しかけ、九官鳥が興味を示した言葉を目を合わせながら丁寧に語りかけると良い。
「九官鳥」の名の由来についてはひとつのエピソードが広く伝わっている。それによれば、江戸時代に九官と名乗る中国人がこの鳥を持ち込んだときに「この鳥は吾（われ）の名を言う」と説明したものが、誤って理解されたまま定着したものという記述が本朝食鑑などにあるという。